# Bélesta-en-Lauragais
Bélesta-en-Lauragais è un comune francese di 116 abitanti situato nel dipartimento dell'Alta Garonna nella regione dell'Occitania.

## Geografia
I comuni più vicini in linea d'aria a Bélesta-en-Lauragais sono:
Mourvilles-Hautes (1,7), Vaux (2,0 km), Juzes (2,8 km), Lux (3,3 km), Maurens (3,5 km), Rieumajou (3,9 km), Les Cassés (4 km), Folcarde (4,7 km). 
.

## Società

### Evoluzione demografica
.
Abitanti censiti